# 広島県道121号大君深江線
広島県道121号大君深江線（ひろしまけんどう121ごう おおきみふかえせん）は、広島県江田島市を通る一般県道である。

## 概要
江田島市大柿町大君から江田島市大柿町深江に至る。
全通すれば江田島・能美島一周道路が完成することになるが、未開通区間には採石場があることもあって建設は進んでいない。

### 路線データ
- 起点：江田島市大柿町大君（国道487号交点）
- 終点：江田島市大柿町深江（広島県道300号深江柿浦線交点）
- 総延長：6.1 km
- 未開通区間：江田島市大柿町大原

## 歴史
- 1980年（昭和55年）7月1日 - 広島県告示第583号により認定される。
- 2004年（平成16年）11月1日 - 安芸郡江田島町および佐伯郡大柿町・沖美町・能美町が対等合併して江田島市が発足したことに伴い起終点の地名表記が変更される。

## 地理

### 通過する自治体
- 江田島市

### 交差する道路
| 交差する道路            | 交差する場所 | 交差する場所 |
| ----------------------- | ------------ | ------------ |
| 国道487号               | 大柿町大君   | 起点         |
| 未開通区間              |              |              |
| 広島県道300号深江柿浦線 | 大柿町深江   | 終点         |

### 沿線
- 早瀬大橋
- 長浜海水浴場